# Свети Нектарий (Хрупища)
Вижте пояснителната страница за други значения на Свети Нектарий.
„Свети Нектарий“ (на гръцки: Αγίου Νεκταρίου) е православна църква в град Хрупища (Аргос Орестико), Егейска Македония, Гърция. Храмът е част от Костурската епархия и заедно със „Света Петка“ е един от двата енорийски храма в града.
На 30 май 1997 година 420 семейства от Хрупища подават молба до Костурската митрополия за създаване на нова енория на името на Свети Нектарий, епископ на Пентаполис. Мястото за църквата е избрано трудно. На 31 октомври 1999 година митрополит Серафим Костурски полага основния камък на храма. През пролетта на следващата година започва работата по строежа и на 9 ноември 2006 година новата църква е осветена.